# Zinnoberstieg

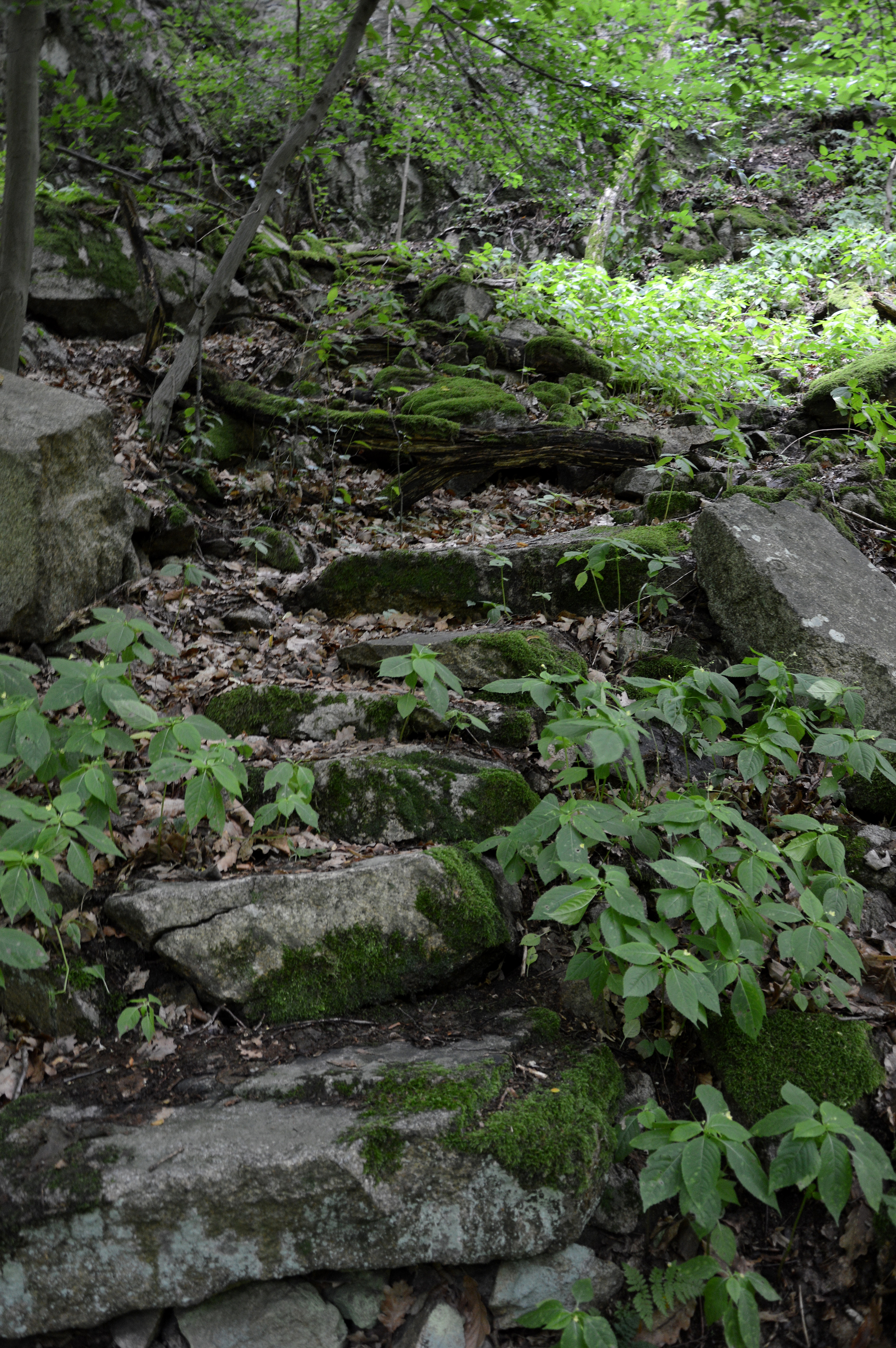
Zinnoberstieg

Der Zinnoberstieg ist ein Stieg im Harzer Bodetal in Sachsen-Anhalt. 
Der nicht ausgeschilderte Stieg verbindet den Wanderweg durch das Bodetal, über eine Klippe führend, mit der Schurre. Er beginnt rechts hinter dem Ortsausgang von Königsruhe in Richtung Treseburg wenige Meter hinter dem Bülow-Denkmal und führt über Natursteinstufen bald steil den Hang des Bodetals hinauf. Der Zinnoberstieg windet sich dann in mehreren Kurven bis zu einer Klippe mit Aussicht in das Bodetal. Der Stieg führt über den Felsrücken hinweg und dann als Hangpfad weiter, wobei bald nach rechts ein kurzer Stichweg bis zur Zinnoberhöhle abgeht, der der Stieg seinen Namen verdankt. Im Weiteren verläuft der Stieg über eine weitere Aussichtsmöglichkeit dann bis zur Schurre.
Insgesamt verfügt der Stieg über 231 Stufen. Der Höhenunterschied zwischen dem Beginn bei Königsruhe und der Zinnoberhöhle beträgt 70 Meter.